# Biathlon bei den Winterasienspielen 1996
Biathlon bei den Winterasienspielen 1996 wurde bei der dritten Austragung des Ereignisses für Männer und erstmals auch für Frauen in jeweils drei Rennen, Sprint, Einzel und mit der Staffel, durchgeführt. Die Wettbewerbe fanden im Yabuli Ski Resort in Yabuli statt. Dominierende Nation war erstmals Kasachstan, nachdem bislang China und vor allem auch Japan besonders erfolgreich waren.

## Männer

### Sprint
| Rang | Biathlet      | Zeit | Fehler |
| ---- | ------------- | ---- | ------ |
| 1    | Dmitri Pantow |      |        |
| 2    | Waleri Iwanow |      |        |
| 3    | Tan Hongbin   |      |        |

### Einzel
| Rang | Biathlet            | Zeit | Fehler |
| ---- | ------------------- | ---- | ------ |
| 1    | Waleri Iwanow       |      |        |
| 2    | Michail Lepjoschkin |      |        |
| 3    | Dmitri Pantow       |      |        |

### Staffel
| Rang | Team                | Biathleten                                                       | Zeit | Fehler |
| ---- | ------------------- | ---------------------------------------------------------------- | ---- | ------ |
| 1    | Kasachstan          | Sergei Abdukarow Michail Lepjoschkin Waleri Iwanow Dmitri Pantow |      |        |
| 2    | Japan               |                                                                  |      |        |
| 3    | Volksrepublik China | Lu Liang Song Libin Su Peishan Tan Hongbin                       |      |        |

## Frauen

### Sprint
| Rang | Biathletin      | Zeit | Fehler |
| ---- | --------------- | ---- | ------ |
| 1    | Inna Scheschkil |      |        |
| 2    | Wang Jinfen     |      |        |
| 3    | Yu Shumei       |      |        |

### Einzel
| Rang | Biathletin       | Zeit | Fehler |
| ---- | ---------------- | ---- | ------ |
| 1    | Inna Scheschkil  |      |        |
| 2    | Margarita Dulowa |      |        |
| 3    | Yu Shumei        |      |        |

### Staffel
| Rang | Team                | Biathletinnen                                | Zeit | Fehler |
| ---- | ------------------- | -------------------------------------------- | ---- | ------ |
| 1    | Volksrepublik China | Liu Jinfeng Song Aiqin Wang Jinfen Yu Shumei |      |        |
| 2    | Kasachstan          |                                              |      |        |
| 3    | –                   |                                              |      |        |

Es waren nur zwei Staffeln am Start.